# Игино (Болховский район)
Игино — деревня в Болховском районе Орловской области России. Входит в состав Медведковского сельского поселения.

## География
Деревня находится в северной части Орловской области, в лесостепной зоне, в пределах центральной части Среднерусской возвышенности, к северу от реки Турья (приток Орса), на расстоянии примерно 12 км (по прямой) к западу-северо-западу (WNW) от города Болхова, административного центра района. Абсолютная высота — 208 м над уровнем моря.
Часовой пояс
Деревня Игино, как и вся Орловская область, находится в часовой зоне МСК (московское время). Смещение применяемого времени относительно UTC составляет +3:00.

## Население
| 2010 |
| ---- |
| 23   |

Половой состав
По данным Всероссийской переписи населения 2010 года, в гендерной структуре населения мужчины составляли 47,8 %, женщины — соответственно также 52,2 %.
Национальный состав
Согласно результатам переписи 2002 года, в национальной структуре населения русские составляли 100 % из 35 чел.

## Улицы
Уличная сеть деревни состоит из одной улицы (ул. Прудовая).